# Паспорт громадянина НДР
Паспорт Східної Німеччини видавався громадянам колишньої Німецької Демократичної Республіки (загальновідомої як Східна Німеччина) для подорожей за кордон. Після об'єднання Німеччини у жовтні 1990 року всім німецьким громадянам видавали німецькі паспорти.

## Огляд
Згідно з звітом The Washington Post 1989 року, лише 25 % східнонімецьких громадян мали паспорти.
Згідно з законом Східної Німеччини про паспорти від 1957 року, східнонімецькі громадяни потребували виїзної візи з НДР для подорожей за кордон, включаючи Західну Німеччину і Західний Берлін. За несанкціоновану подорож за кордоном позбавляли волі.
Після повернення з подорожей паспорти потрібно було здати.

## Типи паспортів
Існували принаймні чотири типи паспортів: іноземний, службовий, стандартний і дипломатичний.
Стандартні паспорти мали синій колір, іноземні та службові паспорти були різних відтінків зеленого кольору. Дипломатичні паспорти були червоними.

## Мови
У паспортах Східної Німеччини були тексти німецькою, французькою, англійською та російською мовами. Проте англійська була вилучена з паспорта після редакції близько 1988 року.

## Паспортна записка
Паспорти Східної Німеччини містили записку з таким змістом:
'Міністерство закордонних справ просить всі органи, як усередині, так і за кордоном, допускати власника цього паспорта до вільних подорожей та надавати йому будь-який захист і допомогу, які він може потребувати.
Версії, видані пізніше, з кінця 1989 року до завершення існування країни в жовтні 1990 року, вже не містили цієї записки.

## Після об'єднання
Після об'єднання у жовтні 1990 року Договором про об'єднання передбачалося, що паспорти Східної Німеччини залишатимуться в силі до 31 грудня 1995 року, як найпізніше. Після цієї дати паспорти Східної Німеччини були недійсними для ідентифікації, і громадяни повинні були використовувати німецькі паспорти.